# Rozvojové cíle tisíciletí
Rozvojové cíle tisíciletí (Millennium Development Goals, MDG) byl celosvětový program, formulovaný na půdě OSN, který vedl k postupnému odstranění a redukci největších problémů rozvojového světa, především chudoby, definovaných v osmi základních cílech, jež jsou dále členěny do dílčích cílů. Podpisem Deklarace tisíciletí v září 2000 slíbilo spolupracovat na jejich dosažení do roku 2015 všech tehdejších 189 členů Organizace spojených národů a také Švýcarsko a Vatikán. Hlavním účelem Rozvojových cílů tisíciletí nebylo jen zajištění ekonomické stability a celosvětové spravedlnosti, ale především byly klíčové pro ochranu a stabilitu na národní i mezinárodní úrovni. 

## Cíle
Všechny členské státy se na summitu ukončeném dne 23. prosince 2000 dohodly ve svém usnesení na osmi prioritách rozpracovaných do konkrétních úkolů, jichž hodlaly dosáhnout do roku 2015 nebo dříve:
1. Odstranit extrémní chudobu a hlad.
  - Do roku 2015 snížit na polovinu počet lidí, kteří mají příjem nižší než 1 americký dolar na den.
  - Odstranit nezaměstnanost a zajistit důstojnou práci pro všechny včetně žen a mladých lidí.
  - Do roku 2015 snížit na polovinu počet lidí, kteří trpí hladem.
2. Dosáhnout základního vzdělání pro všechny.
  - Do roku 2015 zajistit, aby mohly děti kdekoli na světě, dívky i chlapci, dokončit základní školu.
3. Prosazovat rovnost pohlaví a posílit roli žen ve společnosti.
  - Do roku 2005 odstranit nepoměr pohlaví v základním a středním školství a do roku 2015 na všech úrovních vzdělávacího systému.
4. Snížit dětskou úmrtnost.
  - Do roku 2015 snížit o dvě třetiny úmrtnost dětí do pěti let.
5. Zlepšit zdraví matek
6. Bojovat s HIV/AIDS, malárií a dalšími nemocemi.
  - Do roku 2015 zastavit a zvrátit šíření HIV/AIDS.
  - Do roku 2015 zastavit a zvrátit výskyt malárie a dalších závažných onemocnění.
7. Zajistit udržitelný rozvoj životního prostředí.
  - Integrovat principy udržitelného rozvoje do státních politik a programů a zvrátit úbytek přírodních zdrojů
  - Zbrzdit ztrátu biodiverzity – do roku 2010 dosáhnout významného pokroku v tomto směru.
  - Snížit na polovinu počet lidí, kteří nemají přístup k pitné vodě a základnímu sanitárnímu zařízení.
  - Zlepšit životy nejméně sta milionů obyvatel chudinských předměstí (slumů) světových velkoměst.
8. Vytvořit světové partnerství pro rozvoj.
  - Obrátit pozornost na speciální potřeby nejméně rozvinutých, vnitrozemských a malých ostrovních rozvojových států.
  - Dále rozvíjet otevřený, předvídatelný a nediskriminační obchodní a finanční systém.
  - Komplexně vyřešit problém zadlužení rozvojových zemí.
  - Ve spolupráci s farmaceutickými firmami zajistit dostupné základní léky pro obyvatele rozvojových zemí.
  - Ve spolupráci se soukromým sektorem umožnit rozvojovým zemím užívat výhody nových technologií, zejména v oblasti informatiky a komunikace.

## Vyhodnocení cílů
V roce 2015 generální tajemník OSN Pan Ki-mun prezentoval v Oslu výroční zprávu, která hodnotila úspěšnost strategie Rozvojových cílů tisíciletí. Rozvojové cíle tisíciletí se staly nejúspěšnější strategií proti chudobě a nadále slouží pro agendu udržitelného rozvoje. V důsledku správně cílených intervencí, vhodných strategií, finančních prostředků a politické snaze bylo dosaženo značného zlepšení následujících životních podmínek:
- Od roku 1990 kleslo procento světové populace žijící v extrémní chudobě (1,25 USD/ den) ze 47 na 14 %, což je 836 milionů lidí oproti původní 1,9 miliardě. Počet lidí čítající tzv. pracující střední třídu se ztrojnásobil.
- Základní školní docházka se zvýšila z 83 % v roce 2000 na 91 %, stejně vzrostla také gramotnost světové populace.
- Daří se odstraňovat genderovou nerovnost, více dívek chodí do základních škol, více žen má šanci získat zaměstnání a počet žen v parlamentech se zdvojnásobil.
- Úmrtnost dětí do pěti let klesla o polovinu, z 90 na 43 úmrtní na 1000 živě narozených dětí, došlo také ke snížení úmrtnosti matek při porodu, zhruba o polovinu. Okolo 71 % porodů proběhlo za asistované odborné péče, oproti 59 % v roce 1990.
- Počet nově nakažených virem HIV klesl z 3,5 milionu na 2,1 milionu mezi lety 2000 a 2013. Až 13,6 milionu lidí nakažených HIV má nyní přístup k antiretrovirální léčbě, což je obrovský nárůst oproti 800 tisícům v roce 2003.
- Výskyt případů onemocnění malárií klesl o 37 % a smrtelnost této nemoci o 58 %.
- Ozónová vrstva planety by se měla zcela obnovit do poloviny tohoto století.
- Lepší přístup k sanitárnímu zařízení získalo 2,1 miliardy lidí, přístup k vodovodnímu zdroji získalo 1,9 miliardy lidí.
- Přístup k mobilnímu telefonnímu signálu získalo 95 % světové populace, připojení k internetu má  3,2 miliardy lidí.

Rozvojové cíle tisíciletí splnily důležitou historickou roli naděje oživující kolektivní snahy o zmírnění a vymýcení chudoby. Rozvojové cíle tisíciletí a následné Cíle udržitelného rozvoje (Sustainable Development Goals, SDG) vrátily otázku vymýcení chudoby zpět do globální politické agendy tím, že vyvolaly otázku proč světové společenství tento problém dosud nevyřešilo. Posunuly rozvojovou debatu od zoufalství k naději a následně k akci. 

## Další vize
Navzdory četným úspěchům v dosažení a zlepšení vytyčených cílů, stále čelíme mnoha hrozbám a problémům. V současné době stojí před lidstvem nová výzva v podobě navázání na úspěchy Rozvojových cílů tisíciletí, a zároveň se poučit i z dosavadních neúspěchů. MDG podnítily bezprecedentní úsilí o uspokojení potřeb nejchudších lidí světa. OSN rovněž nadále spolupracuje s vládami, občanskou společností a dalšími partnery na tom, aby navázala na dynamiku vytvořenou rozvojovými cíli tisíciletí a pokračovala v ambiciózní rozvojové agendě pro období po roce 2015. V září roku 2015 vznikla post-2015 rozvojová agenda, ve které se do popředí po 15 letech proti chudobě dostává téma udržitelného rozvoje, jakým způsobem nejlépe zajistit život současného obyvatelstva s ohledem na potřeby budoucích generací. Na Rozvojové cíle tisíciletí tak navazují Cíle udržitelného rozvoje, což je program OSN na období let 2015 až 2030. 